# De Wolden

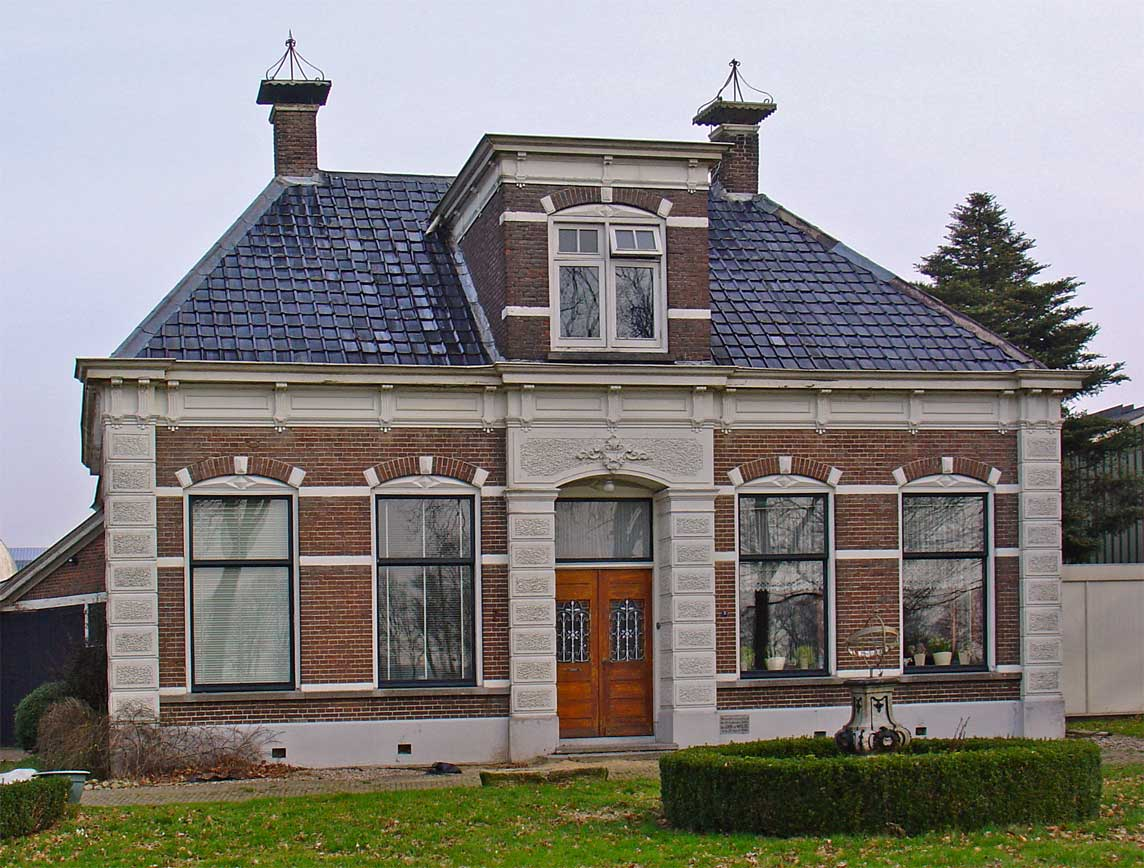
Monumental byggnad i De Wijk.

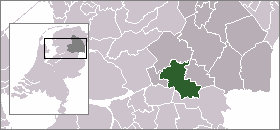
De Woldens läge

De Wolden är en kommun i provinsen Drenthe i Nederländerna. Kommunens totala area är 226,35 km² (där 1,57 km² är vatten) och invånarantalet är på 23 787 invånare (2005).